# Simone Deveaux
Pour les articles homonymes, voir Deveaux.
Simone Deveaux est un personnage de fiction du feuilleton télévisé américain Heroes (NBC), interprété par Tawny Cypress. 

## Son histoire
Simone Deveaux est la fille de Charles Deveaux. 
Au début de la série elle apparaît comme la petite amie d'Isaac Mendez, qu'elle quittera car il est héroïnomane et ne veut pas arrêter la drogue. En effet, c'est dans un état second provoqué par la drogue qu'Isaac peut peindre l'avenir.
Elle connaît également Peter Petrelli car il s'occupe de son père mourant, Charles Deveaux. Après sa rupture avec Isaac, elle se tournera vers Peter.
Lors d'une confrontation entre Peter et Isaac au loft de celui-ci, Isaac tirera vers sa porte, où Peter, invisible, se dissimule.
Malheureusement, c'est Simone qui ouvre la porte et s'écroule, mortellement blessée. 
On découvre dans le novel "From the files of Primatech part 7" qu'elle connaissait le docteur Zimmerman, ainsi que sa fille adoptive, Barbara.